# Kinidin
A kinidin (INN: quinidine) gyenge fájdalom- és lázcsillapító hatású, schizotocid, maláriaellenes szer és a nátriumcsatorna-gátlók csoportjába tartozó gyógyszer. 
A kinin térizomere, és eredetileg a kínafából nyerték.
A VIII. Magyar Gyógyszerkönyvben kinidin-szulfát (Chinidini sulfas)  néven hivatalos.  

## Hatása
A kinidin gátolja a perifériás és a szívizom alfa-receptorokat, ez magyarázza hipotoniát előidéző hatását.
Hatására lelassul a Na-ion passzív belépése a sejtbe a depolarizáció ideje alatt (így csökken az ingerületvezetés), ill. lelassul a K+-ion passzív kilépése a reporalizáció ideje alatt (a relatív refrakter szakasz megnyúlik). Így csökken a szívizom ingerlékenysége, lassul az ingervezetés, megnyúlik az abszolút refrakter periódus, gátlódik a spontán ingerképző rostok automáciája, csökken a kontraktilitás.
Vagolitikus hatása révén reflexesen fokozza a szimpatikus tónust is, gátolja a muszkarin-receptorokat. Mindezek következtében szinus tachycardiát okozhat és gyorsítja az AV-vezetést, ezáltal emeli a pitvarfibrillációban vagy pitvari flutter esetén észlelhető kamrafrekvenciát. A proarrhythmiás hatásért részben a szimpatikus tónus fokozódása is felelős lehet.
Szívizom-károsodás esetén negatív inotrop hatású.
A kinidin gyors hatását az INa-ra use dependent block-nak nevezik.
Ez azt jelenti, hogy nagyobb szívfrekvencia esetén a gátlás megnő, kisebb szívfrekvencia esetén pedig csökken. 